# James Cole

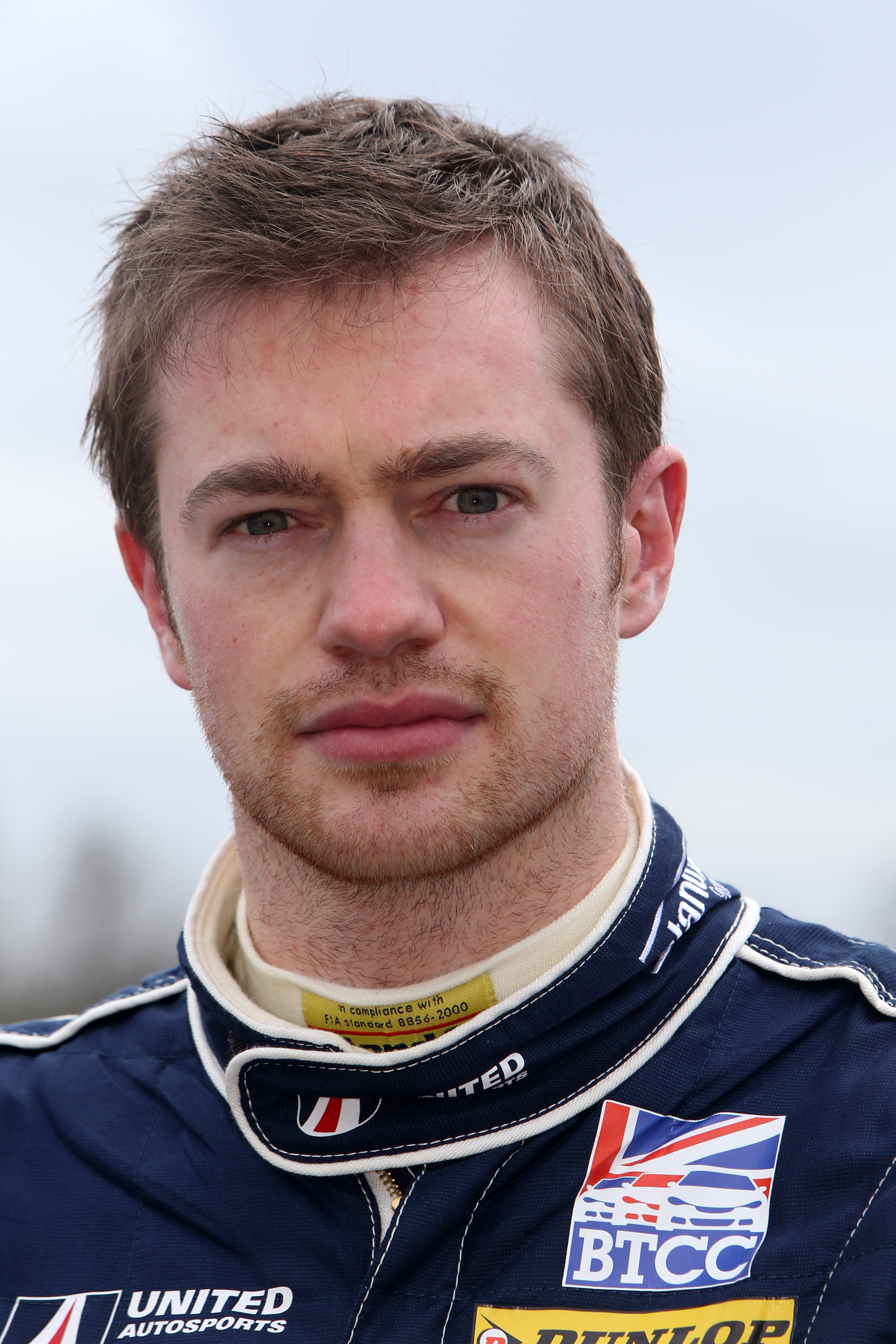
James Cole

James Cole (Southport, 16 augustus 1988) is een Brits autocoureur.

## Carrière
Cole begon zijn autosportcarrière in 2006. In dit jaar en volgende jaren nam hij deel aan de Formule Ford. In 2008 rijdt hij in de Britse Formule Ford. Nadat hij in zijn eerste seizoen als tiende in het kampioenschap eindigde, behaalde hij in 2009 de titel met 7 overwinningen uit 24 races, waarmee hij 47 punten voor Josef Newgarden eindigde. In 2010 stapt hij over naar het Britse Formule 3-kampioenschap voor het team T-Sport. Hij nam deel met een oude auto en mocht daarom in de Nationale Klasse rijden. Hierin behaalde hij 11 overwinningen uit 30 races, maar eindigde als tweede achter zijn teamgenoot Menasheh Idafar.
In 2011 mag Cole zijn debuut maken in de Formule 2. Ook mag hij in 2011 in de Le Mans Series gaan rijden voor Team LNT in een LMP2-wagen.